# Piarco International Airport
Piarco International Airport is een internationale luchthaven in Trinidad en Tobago en bedient de hoofdstad Port of Spain op Trinidad. Vanaf de luchthaven kan worden gevlogen naar alle Amerika's en Europa. Piarco International Airport is een hub voor Caribbean Airlines.

## Geschiedenis
Piarco International Airport werd op 8 januari 1931 geopend en deed grotendeels dienst voor de Venezolaanse luchtvaartmaatschappij Compagnie Generale Aeropostale.
Tijdens de Tweede Wereldoorlog werd het vliegveld gebruikt door de Royal Navy voor de Fleet Air Arm No. 1 Observer Training School. De Royal Navy stationeerde uiteindelijk vijf squadrons op het vliegveld. De United States Army Air Forces stationeerde vanaf 1941 drie squadrons op het vliegveld. 
Na het einde van de Tweede Wereldoorlog werden de militaire activiteiten beëindigd en werd het weer een civiele luchthaven. Op 25 mei 2001 opende de huidige terminal. In 2019 maakten 2.923.003 passagiers gebruik van de luchthaven.

## Luchtvaartmaatschappijen en bestemmingen

### Passagiers
Vanaf Piarco International Airport kan worden gevlogen naar de volgende bestemmingen met de volgende luchtvaartmaatschappijen (mei 2025):
| Luchtvaartmaatschappij | Bestemmingen |
| ---------------------- | --- |
| Air Canada             | Toronto |
| American Airlines      | Miami |
| British Airways        | Londen |
| Caribbean Airlines     | Caracas, Castries, Christ Chruch, Fort-de-France, Fort Lauderdale, Georgetown–GEO, Georgetown–OGL, Havana, Kingston, Kingstown, Marigot, Miami, New York, Orlando, Paramaribo, Philipsburg, San Juan, Saint George's, Saint John's, Scarborough, Toronto, Willemstad |
| Copa Airlines          | Panama-Stad |
| JetBlue                | New York |
| KLM                    | Amsterdam, Philipsburg |
| LIAT20                 | Christ Chruch, Georgetown, Saint John's |
| Rutaca Airlines        | Porlamar |
| Trans Guyana Airways   | Georgetown |
| United Airlines        | Houston |

### Vracht
Daarnaast heeft de luchthaven vrachtverbindingen met de volgende luchthavens:
| Luchtvaartmaatschappij  | Bestemmingen                                                             |
| ----------------------- | ------------------------------------------------------------------------ |
| Aloha Air Cargo         | Christ Chruch, Georgetown, Miami                                         |
| Amerijet International  | Miami, Paramaribo, Philipsburg, Saint George's, Vieux Fort               |
| DHL Aero Expreso        | Christ Church, Oranjestad, Willemstad                                    |
| Kingfisher Air Services | Castries, Fort-de-France, Georgetown, Kingstown, Marigot, Saint George's |
| Mountain Air Cargo      | Aguadilla                                                                |
| Northern Air Cargo      | Christ Church, Georgetown, Kingston, Miami                               |
| Roraima Airways         | Georgetown                                                               |

## Incidenten en ongevallen
- Op 22 augustus 1942 stortte een Lockheed L-14 Super Electra (reg. PJ-AIP) van West-Indisch Bedrijf neer na het opstijgen.[8] De dertien inzittenden kwamen om.[9]
- Op 5 januari 1963 maakte een Cessna Skywagon een noodlanding op het vliegveld, waarbij de twee inzittenden omkwamen.[10]
- Op 28 november 1963 werd een Convair CV-240 van Avensa gekaapt bij Ciudad Bolívar met bestemming Caracas.[11] De piloot moest boven Ciudad Bolívar blijven cirkelen om pamfletten te droppen verspreiden waarin Venezolanen werd opgeroepen niet te gaan stemmen bij de komende verkiezingen.[12] Vervolgens eisten de kapers naar Piarco te worden gevlogen, waar ze zich overgaven.[13]
- Op 14 januari 1990 ontkleedde een Amerikaanse toerist zich en klom over het hek van het vliegveld, waarna hij een auto stal.[14] Hij botste vervolgens op een Boeing 747 van British Airways, waardoor hij gearresteerd kon worden.[15] De toerist wist te ontsnappen en klom in de motor van het vliegtuig, waardoor hij overleed.[16]
- Op 19 oktober 2021 stortte een Diamond DA40 Diamond Star neer tijdens de landing.[17] De twee inzittenden, een vlieginstructeur en zijn leerling, raakten gewond.[18]